# Ghiacciaio Vandament
Il Ghiacciaio Vandament  (in lingua inglese: Vandament Glacier) è ghiacciaio antartico lungo 11 km, che fluisce in direzione est dalla porzione centro-orientale della calotta glaciale del Dominion Range, catena montuosa che fa parte dei Monti della Regina Maud, in Antartide.
Il ghiacciaio è posizionato subito a sud del Ghiacciaio Koski, che ha un flusso parallelo, e termina 3,7 km a nordovest del Safety Spur. 
La denominazione è stata assegnata dal Comitato consultivo dei nomi antartici (US-ACAN) in onore di Charles Hugh Vandament (1935-2005), fisico della ionosfera dell'United States Antarctic Research Program (USARP) presso la Base Amundsen-Scott nel 1962.